# Fekete Györgyi
Fekete Györgyi (Budapest, 1958. január 30. –) Aase-díjas magyar színésznő.

## Életpályája
1980-ban végzett az egri tanárképző főiskolán. 1981-1983 között a nyíregyházi Móricz Zsigmond Színház, 1983-1985 között a kecskeméti Katona József Színház, 1985-1990 között a debreceni Csokonai Színház, 1990-1991 között a Szegedi Nemzeti Színház tagja volt. 1991-2014 között az egri Gárdonyi Géza Színházban játszott, 2014-től szabadúszó. Díszlet- és jelmeztervezéssel is foglalkozik.
Férje Maros Gábor színész volt. Közös lányuk: Fanni.

## Fontosabb színházi szerepei
- Checca; Lucietta (Goldoni: Chioggiai csetepaté)
- Tom Sawyer ( Mark Twain: Tom Sawyer)
- Anna (Gorkij: Éjjeli menedékhely)
- Pallasz Athéne (Euripidész: Trójai nők)
- Lucy (Brecht–Weill: Koldusopera)
- Doreen (Arden: Gyöngyélet)
- Süni; Kölyök (Presser G.–Horváth P.–Sztevanovity D.: A padlás)
- Aldonza (Wasserman: La Mancha lovagja)
- Mariann (Hervé: Nebáncsvirág)
- Silvia (Ugo Betti: Bűntény a kecskeszigeten)
- Bagira (Kipling–Dés–Geszti–Békés: A dzsungel könyve)
- Kisvicákné (Móricz: Nem élhetek muzsikaszó nélkül)
- Renee (Neil Simon: Furcsa pár)

## Filmes és televíziós szerepei
- Drága örökösök (2019–2020) ...Hamu Margit
- Keresztanyu (2021–2022) ...Szkandicsné Klárika
- Drága örökösök – A visszatérés (2022–2024) ...Hamu Margit
- Hogyan tudnék élni nélküled? (2024)
- Pokoli rokonok (2025) ...Piroska

## Díjai és kitüntetései
- Aase-díj (2007)[5]